# Іллінецький державний аграрний коледж
Іллінецький державний аграрний коледж — вищий навчальний заклад у місті Іллінці Іллінецького району Вінницької області України.

## Історія
У 1929 році в районному центрі Іллінці було відкрито сільськогосподарську школу, надалі перетворено на сільськогосподарський технікум.
До 1940 року тут було підготовлено 840 агрономів.
Під час Великої Вітчизняної війни з 23 липня 1941 до 13 березня 1944 Іллінці знаходилися під німецькою окупацією при відступі німецькі війська спалили.
Після війни навчальний заклад був відновлений і відновив роботу - спочатку як сільськогосподарський технікум, потім як агролісомеліоративний технікум.
У 1964 році технікум був перетворений на «Іллінецький радгосп-технікум».
З 1945 до 1972 року тут було підготовлено понад дві тисячі фахівців.
Станом на початок 1972 року виробнича база радгоспу-технікуму включала близько 4 тис. гектарів землі, понад 2 тисячі корів і свиней, а також понад 150 одиниць техніки (автомашин, комбайнів і тракторів). У цей же час закінчувалося будівництво нового навчального корпусу (для навчання ветеринарів та механізаторів) та двох гуртожитків на 900 осіб.
Після проголошення незалежності України технікум було передано у відання міністерства сільського господарства та продовольства України.
У березні 1995 року Верховна Рада України внесла технікум до переліку підприємств, установ та організацій, приватизація яких заборонена у зв'язку з їх загальнодержавним значенням.
У 2003 році радгосп-технікум був реорганізований в «Іллінецький державний аграрний коледж».

## Сучасний стан
Коледж є вищим навчальним закладом І-ІІ рівнів акредитації, який здійснює підготовку Молодший спеціаліст (кваліфікація) молодших спеціалістів за сімома спеціальностями.

## Відомі випускники
- Микола Кучерявий — український поет, автор пісень, директор та продюсер артистів музичного лейблу ЕНКО.